# Victoria Cross Ranges
Victoria Cross Ranges är ett berg i Kanada.   Det ligger i provinsen Alberta, i den centrala delen av landet, 3 200 km väster om huvudstaden Ottawa. Toppen på Victoria Cross Ranges är 2 931 meter över havet.
Terrängen runt Victoria Cross Ranges är bergig åt nordost, men åt sydväst är den kuperad. Runt Victoria Cross Ranges är det mycket glesbefolkat, med 5 invånare per kvadratkilometer.. Det finns inga samhällen i närheten. 
Trakten runt Victoria Cross Ranges består i huvudsak av gräsmarker.